# Hardivillers
Hardivillers település Franciaországban, Oise megyében. Lakosainak száma 551 fő (2022. január 1.). Hardivillers Breteuil, Cormeilles, Le Crocq, Esquennoy, Maisoncelle-Tuilerie, Oursel-Maison, Troussencourt és Villers-Vicomte községekkel határos.

## Népesség
A település népességének változása:
| Lakosok száma | 576  | 558  | 556  | 540  | 540  | 540  | 540  | 539  | 551  |
|               | 2013 | 2015 | 2016 | 2017 | 2018 | 2019 | 2020 | 2021 | 2022 |